# 339855 Kedainiai
339855 Kedainiai è un asteroide della fascia principale. Scoperto nel 2005, presenta un'orbita caratterizzata da un semiasse maggiore pari a 2,2583447 au e da un'eccentricità di 0,0794088, inclinata di 7,29518° rispetto all'eclittica.